# Bernd Rauch
Bernd Dieter Rauch (* 8. April 1943 in Sinn) war von 2002 bis 2012 der 2. Vizepräsident des FC Bayern München. 
Der diplomierte Architekt ist seit 1979 Mitglied des Vereins und war zwischen 1992 und 2002 Mitglied des Verwaltungsbeirats. Als 2. Vizepräsident war Bernd Rauch für alle Abteilungen zuständig, die nicht in die FC Bayern München AG ausgegliedert wurden, so auch für die Basketballabteilung, an deren Aufstieg zum BBL-Team Rauch maßgeblichen Anteil hatte. Auf der Jahreshauptversammlung 2012 stellte Rauch sich nicht mehr als 2. Vizepräsident zur Wahl, sein Nachfolger wurde der Regensburger Unternehmer Rudolf Schels. Rauch wurde zum Ehren-Vizepräsidenten ernannt.  
Zusätzlich ist er seit 2001 Vorstandsmitglied und seit 2003 stellvertretender Vorsitzender der Stiftung Deutsche Sporthilfe. Bernd Rauch war außerdem Mitglied des Aufsichtsrats der Leipzig 2012 GmbH, die sich für die Olympischen Sommerspiele 2012 beworben hatte. Nach Untreue-Vorwürfen gegenüber dem alten Bewerbungskomitee wurde er am 18. Oktober 2003 zusammen mit Thomas Middelhoff Krisenmanager der neu gegründeten Olympia GmbH, was das Ausscheiden von Leipzig als Bewerberstadt nicht verhindern konnte.
Bernd Rauch war auch am Bau der Allianz Arena beteiligt, zuerst als Sonderbevollmächtigter, dann bis zum 15. Juni 2005 als Geschäftsführer der Allianz Arena München Stadion GmbH.
Für sein Engagement in der Sportförderung wurde ihm am 19. Dezember 2005 das Bundesverdienstkreuz verliehen. Mit dem Bayerischen Verdienstorden wurde er am 17. Dezember 2014 ausgezeichnet.